# Wassili Makarowitsch Schukschin
Wassili Makarowitsch Schukschin (russisch Василий Макарович Шукшин, wiss. Transliteration Vasilij Makarovič Šukšin; * 25. Juli 1929 in Srostki, Region Altai, Russische SFSR, Sowjetunion; † 2. Oktober 1974 in Kletskaja in der Nähe von Wolgograd) war ein russischer Schriftsteller, Regisseur und Schauspieler. Er war ein Vertreter der sogenannten „Sechziger“, einer künstlerischen Richtung der 1950er und 1960er Jahre in der Sowjetunion. In seinem Schaffen strebte er an, die mit dem Alltagsleben verbundenen Schwierigkeiten einfacher sowjetischer Menschen in ihren Dörfern zu schildern.

## Leben
Schukschin erlangte Ende der 1950er Jahre Bekanntheit als Autor sibirischer Kurzgeschichten, in denen er seine Erfahrungen aus den Tätigkeiten als Lehrer auf der Kolchose und in der Armee verarbeitete. Von 1954 bis 1960 studierte er bei Michail Romm Regie an der Filmhochschule WGIK in Moskau. Gegen Ende seines Studiums übernahm er erste Rollen als Filmdarsteller. Mit dem international ausgezeichneten Film Von einem, der auszog, die Liebe zu finden (1964) hatte er sein Debüt als Regisseur und Drehbuchautor. Schukschin stellt in seiner Filmarbeit Porträts einfacher Menschen in ihrem Alltagsleben dar. Seine Rollen als Chauffeur Stepan in Boris Barnets Aljonka (1962), als Betriebsdirektor Tschenytsch in Sergei Gerassimows Am See (1970) und als Fedja in Gleb Panfilows Ich bitte ums Wort (1974) belebten das russische Kino.
1974 wählten ihn die Leser der Zeitschrift „Sowetski ekran“ für seine Rolle des ehemaligen Häftlings Jegor Prokudin in der Tragödie „Kalina Krassnaja“ zum besten Schauspieler des Jahres. Im darauffolgenden Jahr erhielt er für seine Darstellung des Soldaten Petr Lopachin in Sergei Bondartschuks Scholochow-Verfilmung Sie kämpften für die Heimat postum erneut diese Auszeichnung.
Parallel dazu drehte er für Lenfilm unter der Regie Gleb Panfilows in Ich bitte ums Wort. Während der Dreharbeiten zu Sie kämpften für die Heimat verstarb Wassili Schukschin an einem Herzinfarkt. Fehlende Szenen Lopachins wurden durch Juri Solowjow übernommen. Dessen Stimme wurde im russischen Original durch Igor Jefimow synchronisiert.
Schukschins Arbeiten in Film und Literatur gaben dem Kino und Theater der Sowjetunion in den 1970er Jahren neue Impulse. Er schrieb das Drehbuch zu Nikolai Gubenkos Regiedebüt Ein Soldat kehrt von der Front zurück (1972). Sein Roman Ljubawiny wurde 1972 von Leonid Golownja unter dem Titel Das Ende der Ljubawins verfilmt.

## Ehrungen
- 1967: Orden des Roten Banners der Arbeit[2]
- 1971: Staatspreis der UdSSR[2]
- 1976: Leninpreis (postum)[2]

## Werke
- Bis zum drittenmal der Hahn kräht. Berlin: Volk und Welt, 1976 (drei Satiren; Spektrum Bd. 98)
- Ich kam euch die Freiheit zu bringen. Berlin: Volk und Welt, 1978
- Kuckuckstränen und andere Geschichten. Berlin: Eulenspiegel, 1978
- Gespräche bei hellem Mondschein, Erzählungen. Zwei Bände. Berlin: Volk und Welt, 1979
- Erzählungen. ex libris (Reihe). Berlin: © Volk und Welt, 1984
- Kalina krasnaja. (Roter Holunder) 1985
- Rebell gegen den Zaren. Ein Kosakenroman. 1985
- Schneeballstrauch im Herbst. 1992

## Filmografie

### Darsteller

Schukschins Grab auf dem Moskauer Friedhof des Neujungfrauenklosters (mit Schneeball-Sträuchern in Anspielung an den Namen des Films Kalina Krasnaja)

- 1959: Die beiden Fjodors (Dwa Fjodora)
- 1959: Der goldene Zug (Solotoi eschelon)
- 1960: Prostaja istorija
- 1962: Aljonka
- 1962: Als die Bäume groß waren (Kogda derewja byli bolschimi)
- 1962: Komandirowka
- 1962: Mischka, Sjerjoga i ja
- 1963: My, dwoje muschtschin
- 1965: Der Junge und das Meer (Kakoje ono, morje?)
- 1966: Euer Sohn und Bruder (Wasch syn i brat)
- 1967: Schurnalist
- 1967: Tri dnja Wiktora Tschernyschowa
- 1967: Die Kommissarin (Kommissar)
- 1969: Männergespräch (Muschskoi rasgowor)
- 1970: Halt dich an den Wolken fest (Kapaszkodj a fellegekbe!/ung./) (Derschis' sa oblaka./rus./)
- 1970: Am See (U osera)
- 1972: Befreiung (Oswoboschdenije)
- 1972: Ein Soldat kehrt von der Front zurück (Prischol soldat s fronta)
- 1972: Dauria – Die Liebe der Kosaken/Dauria – Sibirisches Abenteuer (Daurija)
- 1972: Das Ende der Ljubawins (Konez Ljubawinych)
- 1973: Reisebekanntschaften (Печки-лавочки)
- 1974: Ruf mich in die lichte Ferne (Posowi menja w dal' swetluju) [UA: 1978]
- 1974: Ich bitte ums Wort (Proschu slowa) [UA: 1976]
- 1974: Kalina Krassnaja – Roter Holunder (Калина красная)
- 1974: Wenn du glücklich sein willst (Jesli chotschesch byt' stschastliwym)
- 1975: Semljaki
- 1975: Sie kämpften für die Heimat (Они сражались за родину)

### Regisseur
- 1964: Von einem, der auszog, die Liebe zu finden (Schiwjot takoi paren)
- 1966: Euer Sohn und Bruder (Wasch syn i brat)
- 1970: Seltsame Leute (Strannyje ljudi)
- 1972: Ein Soldat kehrt von der Front zurück (Prischol soldat s fronta)
- 1972: Das Ende der Ljubawins (Konez Ljubawinych)
- 1973: Reisebekanntschaften (Печки-лавочки)
- 1974: Ruf mich in die lichte Ferne (Posowi menja w dal swetluju) [UA: 1978]
- 1974: Kalina Krassnaja – Roter Holunder (Калина красная)
- 1975: Semljaki

### Drehbuchautor
- 1964: Von einem, der auszog, die Liebe zu finden (Schiwjot takoi paren)
- 1966: Euer Sohn und Bruder (Wasch syn i brat)
- 1970: Seltsame Leute (Strannyje ljudi)
- 1973: Reisebekanntschaften (Печки-лавочки)
- 1974: Kalina Krassnaja – Roter Holunder (Калина красная)